# 片平夏貴
片平 夏貴（かたひら なつき、本名：片平 貴美代（かたひら きみよ）、1961年12月10日 - ）は、タレント、フリーアナウンサー。宮崎県えびの市出身。宮崎県立小林高等学校卒業。

## 来歴
- 地元・宮崎県の信用金庫に勤務した後、百貨店のキャンペーンガールや喫茶店経営者を経て、1984年に上京しフリーアナウンサー・タレントとしての活動を開始した。当初の芸名は片平きみよであった。
- 番組での共演がきっかけでそのまんま東（東国原英夫）と結婚した。太田プロダクションに移籍し、芸名も東きみよに改名した。子供も授かる。東の師であるビートたけしのファンでもある。
- そのまんま東とかとうかずこ（かとうかず子）の関係が生じたことから離婚した。芸名を片平 夏貴と改名し、「おはようナイスディー」、『NNNきょうの出来事』（日本テレビ）のお天気キャスターなどを務めた。また、当時現役力士だった舞の海秀平との関係も噂されたが、離婚後は独身のまま子育てをした。
- 元プロ野球選手・元福岡ソフトバンクホークス監督の秋山幸二は義兄（姉の夫）、幸二の娘でタレント・スポーツキャスターの秋山真凜は姪である。